# Tropiklira
Tropiklira (Puffinus bailloni) är en fågel i familjen liror inom ordningen stormfåglar, förekommande i Indiska oceanen och Stilla havet.

## Utseende
Tropikliran är en liten, svartvit lira med korta, breda vingar och relativt lång stjärt. Kroppslängden mäter 27-33 centimeter och vingspannet 64-74 centimeter.
Undersidan av vingen är vit med bred svart yttre kant och varierande men utbrett med mörka teckningar på vingens inre del. Den har ett rätt tydligt mörkt halsband. Undersidan av stjärten är mörk hos underarten dichrous, vit hos nominatformen och delvis mörk hos colstoni. Benen är blå och svarta med rosafärgad simhud.
På huvudet syns att den svarta hättan sträcker sig en bra bit nedanför ögat men är vitstreckad under och bakom örontäckarna. Tygeln är mörk, näbben lång och tunn och runt ögat syns en tunn ögonring.

## Utbredning och systematik
Tropiklirans taxonomi är under diskussion. IOC 2017 delar upp den i fem underarter:
- Puffinus bailloni nicolae	– häckar på öar i nordvästra Indiska oceanen
- Puffinus bailloni colstoni (inkluderas ofta i nicolae[6]) – häckar på ön Aldabra
- Puffinus bailloni bailloni – häckar i Maskarenerna på öarna Mauritius, Réunion samt Europa mellan Madagaskar och Afrika
- Puffinus bailloni dichrous – häckar på öar över hela centrala Stilla havet
- Puffinus bailloni gunax – häckar i Vanuatu

Tillfälligt har den observerats i Australien, Sydafrika och Sri Lanka, samt två fynd i Israel 1992 och 1999.
Tropikliran har tidigare kategoriserats som underart till dvärglira. Boninlira (P. bannermani) behandlas ofta som underart till tropiklira. Det förekommer även diskussioner kring möjligheten att taxonet temptator tillhör tropikliran, ett taxon som Clements et al. 2019 kategoriserar som underart till arablira (Puffinus persicus). Formen atrodorsalis som tidigare beskrevs som en egen art utgör troligen en ungfågel av tropiklira.

## Levnadssätt
Tropikliran är en havslevande fågel som ses nära land i närheten av häckningskolonierna. Vuxna fåglar tros vara i huvudsak stannfåglar, det vill säga håller sig inom 80-300 km från kolonierna. Den lever huvudsakligen av fisk, bläckfisk och kräftdjur. En studie av föda till ungar hos underarten nicolae i Seychellerna visar att 97% består av fisk.

## Status och hot
Arten har ett stort utbredningsområde och en stor population med stabil utveckling och tros inte vara utsatt för något substantiellt hot. Utifrån dessa kriterier kategoriserar internationella naturvårdsunionen IUCN arten som livskraftig (LC). Världspopulationen har inte uppskattats, men underarten dichrous tros bestå av 1.000-10.000 par på Lineöarna och 10.000-100.000 par på Phoenixöarna, medan nominatformen utgörs av 3.000-5.000 par på Réunion och färre än 100 individer på Europa. Det tros dock finnas många fler kolonier i Stilla havet.

## Namn
Fågelns vetenskapliga artnamn hedrar den franske naturforskaren Louis Antoine François Baillon (1778-1855).